# Ludwik Gorgol
Ludwik Gorgol (ur. 15 sierpnia 1887 w Czeladzi, zm. 3 lutego 1963 w Czeladzi) – polski działacz niepodległościowy, członek Komunistycznej Partii Polski, Polskiej Partii Robotniczej, górnik.
Ludwik Gorgol w wieku 18 lat rozpoczął pracę w kopalni „Saturn” w rodzinnej Czeladzi. W kopalni wstąpił do zakładowej komórki Socjaldemokracji Królestwa Polskiego i Litwy. Udzielał się w pracy partyjnej, biorąc udział w kolportażu prasy, uczestnictwie w strajkach i manifestacjach. W tym samym roku zmienił przynależność partyjną wstępując do Polskiej Partii Socjalistycznej. Zajmował się przemytem broni i nielegalnej prasy. Brał udział w zamachach na agentów carskiej policji oraz prowokatorów. Zagrożony aresztowaniem, przeniósł się do Siemianowic Śląskich i zatrudnił się w tamtejszej kopalni „Richter”.
W 1914 r. po wybuchu I wojny światowej powrócił do rodzinnej Czeladzi i zatrudnił się, jako kowal do kopalni „Piaski”. Wstąpił także do Polskiej Partii Socjalistycznej – Lewica. W 1917 r. współorganizował w Czeladzi Związek Zawodowy Metalowców. W tym samym roku został radnym miejskim z listy Polskiej Lewicy Socjalistycznej.
W 1918 r. na fali tworzenia Rad Robotniczych, wszedł do Rady Delegatów Robotniczych Okręgu Sosnowieckiego, jako przedstawiciel kopalni „Piaski”. Na pierwszym posiedzeniu 15 listopada wybrany został do Komisji Mandatowej. W styczniu 1919 r. został także wybrany do Rady Delegatów Robotniczych Zagłębia Dąbrowskiego. 20 lipca 1919 r. został aresztowany i przewieziony do więzienia w Piotrkowie Trybunalskim.
W okresie międzywojennym należał do Komunistycznej Partii Robotniczej Polski (od 1925 r. – Komunistyczna Partia Polski). Pracując nadal w kopalni „Piaski”.
W 1942 r. wstąpił do Polskiej Partii Robotniczej.
Gorgol został odznaczony Orderem Sztandaru Pracy II klasy.